# Hammersmith e Fulham
Il London Borough of Hammersmith and Fulham è una municipalità londinese nella parte ovest della città, e fa parte della Londra interna.

## Storia
Venne costituito nel 1965 dalla fusione dei quartieri metropolitani di Hammersmith e Fulham. Era noto come London Borough of Hammersmith fino a quando il nome venne cambiato nell'attuale, il 1º gennaio 1979, per decisione del consiglio di quartiere.
Il distretto è noto nel mondo per aver ospitato la IV Olimpiade del 1908 a White City, per ospitare la principale sede della BBC nel BBC Television Centre, e per le squadre di calcio di Premier League quali Chelsea e Fulham FC nonché la squadra di Championship Queens Park Rangers FC.
Attraversato dalla A4 Great West Road e dalla A40 Westway, è sede degli uffici di molte aziende e nella zona di White City nel 2008 è stato completato il Westfield London, un grande centro commerciale con nuovi collegamenti.
Fulham è gemellata con Montefiore Conca, in provincia di Rimini.

## Quartieri
Il distretto è suddiviso in undici quartieri:
- Fulham: è un quartiere situato a 5,9 km a sud ovest di Charing Cross. Era sede della diocesi di Fulham e Gibilterra. Il Fulham Palace fu la residenza del Vescovo di Londra e oggi è un museo. Qui è stata uccisa Jill Dando il 26 aprile 1999, giornalista e conduttrice televisiva BBC del popolare Crimewatch. Vi abita anche il famoso attore Daniel Radcliffe.
- Barons Court
- Hurlingham
- Old Oak Common
- Parsons Green: quartiere in cui si trova il famoso Parsons Green Park
- Sands End
- Shepherd's Bush
- Walham Green
- West Kensington
- White City
- Hammersmith: è un quartiere famoso soprattutto per via del Lyric Theatre, il Teatro Lirico nel quale si svolgono spesso manifestazioni e concerti. Vi hanno sede le squadre di calcio di Championship dei Queens Park Rangers FC e di Premier League del Chelsea FC.